# 香取神社 (柏市藤ケ谷)
香取神社（かとりじんじゃ）は、千葉県柏市の神社。

## 歴史
創建年代は不明である。ただ中世の板碑が存在し、天文（1532年 - 1555年）と永禄（1558年 - 1570年）の元号が刻まれていることから、その頃には既に存在していたものと推測される。
1915年（大正4年）の神社合祀により、周辺の神社が合祀された。現在の社殿は1825年（文政8年）に建てられたものである。1960年（昭和35年）に茅葺の屋根を鉄板で覆い、1970年（昭和45年）に瓦葺に改装した。

## 交通アクセス
- 路線バス沼南体育館前停留所より徒歩21分。